# 维奈
维奈（法語：Vinay，法語發音：[vinɛ]）是法国伊泽尔省的一个市镇，属于格勒诺布尔区。

## 地理
维奈（45°12'36"N, 5°24'13"E）面积16.01 平方千米，位于法国奥弗涅-罗讷-阿尔卑斯大区伊泽尔省，该省份为法国东南部内陆省份，北起顺时针与安省、萨瓦省、上阿尔卑斯省、德龙省、阿尔代什省、卢瓦尔省和罗讷省。
与维奈接壤的市镇（或旧市镇、城区）包括：塞尔-内尔波勒、拉尔邦克、博略、科年莱戈尔日、诺特雷-当德洛谢、罗翁、瓦拉雪。

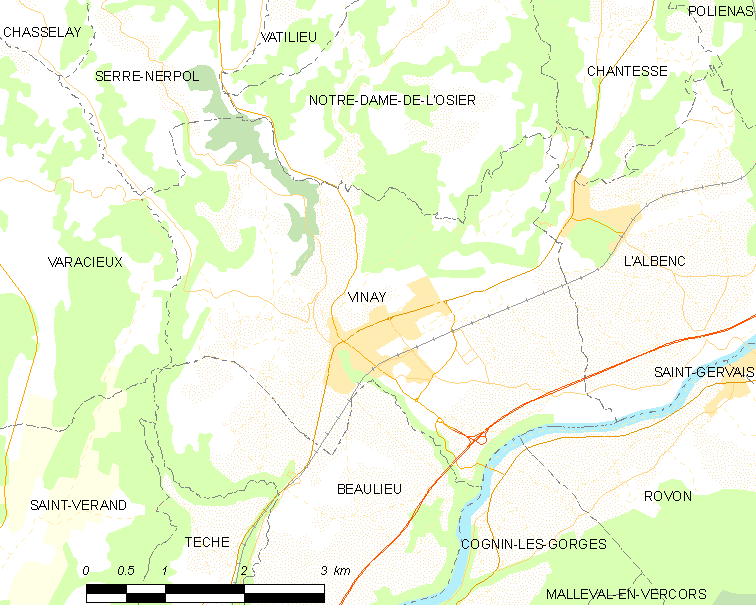
维奈的OSM定位图

维奈的时区为UTC+01:00、UTC+02:00（夏令时）。

## 行政
维奈的邮政编码为38470，INSEE市镇编码为38559。

## 政治
维奈所属的省级选区为南格雷西沃当县。

## 人口

1962-2008年间维奈人口变化图示

维奈于2022年1月1日时的人口数量为4449人。